# Елісон Моссхарт
Елісон Ніколь Моссгарт (англ. Alison Nicole Mosshart; 23 листопада 1978) — американська співачка, авторка пісень, модель, найбільш відома як вокалістка інді-рок гурту The Kills і блюз-рок гурту The Dead Weather. Розпочала свою музичну кар'єру в 1995 році, заснувавши на Флориді панк-рок гурт Discount, який розпався в 2000 році. В тому ж році, разом з британським гітаристом Джеймі Гінсом (колишнім учасником гуртів Scarfo і Blyth Power), стала співзасновницею гурту The Kills, в якому відома під сценічним псевдонімом «VV». На початку 2009 року, Елісон приєдналася до супер гурту The Dead Weather, створеного Джеком Вайтом, Джеком Лоренцом і Діном Фертіта. В гурті користується псевдонімом «Baby Ruthless» (укр. «безжальна дитинка»). В 2006 році Моссгарт взяла участь у роботі над синґлом «Dolls (Sweet Rock and Roll)» з альбому «Riot City Blues» гурту Primal Scream, і в тому ж році відзначилася співпрацею з гуртом Placebo в роботі над піснею «Meds» з однойменного альбому.

## The Kills
Елісон зустрілася з Джеймі Гінсом під час турне гурту Discount і почувши його гру на гітарі, запропонувала кілька музичних ідей. Повернувшись на Флориду, вона продовжила контактувати з Гінсом, а пізніше переїхала в Лондон, де почалася їх співпраця і був заснований гурт The Kills. В 2003 році вийшов їх дебютний альбом «Keep on Your Mean Side», а в 2005 — другий, «No Wow», а через три роки — третій альбом, «Midnight Boom», який виявився найуспішнішим — сингли «URA Fever», «Cheap and Cheerful» і «Sour Cherry» отримали більше схвалень критиків, ніж всі попередні сингли. Їхні композиції прозвучали в деяких популярних телешоу, таких як «Доктор Хаус», «90210», в кінофільмах «Хлопчикам це подобається» і «Невдахи». 11 січня був анонсований новий альбом, «Blood Pressures», реліз якого відбувся 5 квітня 2011 року в США і 4 квітня в інших країнах світу.

## The Dead Weather
В кінці 2008 року Моссгарт стала однією з учасниць гурту The Dead Weather, де співає і грає на ритм-гітарі. Окрім неї в гурті грає Джек Вайт (The White Stripes, The Raconteurs), Дін Фертіта (Queens of the Stone Age) і Джек Лоренц (Raconteurs і Greenhornes). Елісон є співавтором (разом з Діном Фертіта) синґлу «Hang You from the Heavens», який був випущений 11 березня 2009 року, а також автором композиції «So Far From Your Weapon» і співавтором десяти треків альбому «Horehound» 2009 року. В 2010 році вийшов другий альбом — «Sea of Cowards».

## Дискографія
З Discount
- Ataxia's Alright Tonight (1996)
- Half Fiction (1997)
- Crash Diagnostic (2000)

З The Kills
- Keep on Your Mean Side (2003)
- No Wow (2005)
- 'Midnight Boom (2008)
- Blood Pressures (2011)
- Ash & Ice (2016)
- God Games (2023)

З The Dead Weather
- Horehound (2009)
- Sea of Cowards (2010)
- Dodge and Burn (2015)